# Elezioni generali in Ghana del 2004
Le elezioni generali in Ghana del 2004 si tennero il 7 dicembre per l'elezione del Presidente e il rinnovo del Parlamento.

## Risultati

### Elezioni presidenziali
| Candidati       | Partiti                              | Voti      | %     |
| --------------- | ------------------------------------ | --------- | ----- |
| John Kufuor     | Nuovo Partito Patriottico            | 4 524 074 | 52,45 |
| John Atta Mills | Congresso Democratico Nazionale      | 3 850 368 | 44,64 |
| Edward Mahama   | Partito della Convenzione del Popolo | 165 375   | 1,92  |
| George Aggudey  | Convenzione Nazionale del Popolo     | 85 968    | 1,00  |
| Totale          | Totale                               | 8 625 785 | 100   |

### Elezioni parlamentari
| Liste                                | Voti      | %     | Seggi |
| ------------------------------------ | --------- | ----- | ----- |
| Nuovo Partito Patriottico            | 4 212 844 | 49,04 | 128   |
| Congresso Democratico Nazionale      | 3 505 074 | 40,80 | 94    |
| Partito della Convenzione del Popolo | 183 134   | 2,13  | 4     |
| Convenzione Nazionale del Popolo     | 247 753   | 2,88  | 3     |
| Altri                                | 42 106    | 0,49  | –     |
| Indipendenti                         | 398 981   | 4,64  | 1     |
| Totale                               | 8 589 892 | 100   | 230   |